# Fatah al-Intifada
Fatah al-Intifada (del árabe: فتح الانتفاضة, lit. 'Levantamiento de Fatah') es una facción militante palestina fundada por Said Muragha, más conocido como Abu Musa. Oficialmente se refiere a sí mismo como Movimiento de Liberación Nacional Palestino - "Fatah" (en árabe: حركة التحرير الوطني الفلسطيني- فتح), nombre idéntico del movimiento Fatah. Fatah al-Intifada no es parte de la Organización para la Liberación de Palestina (OLP).

## Historia

### Ruptura con la OLP
Fatah al-Intifada, que originalmente formaba parte de Fatah, se separó de la organización en 1983, durante la participación de la OLP en la Guerra Civil Libanesa. La división se debió a diferencias entre Abu Musa y Yasser Arafat sobre una serie de cuestiones, incluidas las decisiones militares y la corrupción política. Fatah al-Intifada se formó con el apoyo sirio y rápidamente atrajo a varios guerrilleros palestinos desilusionados con el papel de Arafat en Fatah y la Organización para la Liberación de Palestina (OLP). Una de las figuras principales que se unió al grupo desde Fatah fue Nimr Saleh.

### Guerra de los campos
Entre 1985 y 1988, Fatah al-Intifada participó en la Guerra de los campamentos, un subconflicto de la guerra civl libanesa que fue el intento sirio de erradicar a la OLP de sus bastiones en los campos de refugiados, respaldado por la milicia chiita del Amal y algunas facciones palestinas que se oponían a la OLP.
Después de un esfuerzo conjunto del Ejército sirio y varios grupos palestinos y libaneses controlados o apoyados por Damasco, entre ellos Fatah al-Intifada, el FPLP-GC, As-Saika, Amal, el Ejército de Liberación Palestina sirio y partes del PLF, la OLP fue expulsada gradualmente del Líbano a mediados y fines de los años 1980. Para entonces, Fatah al-Intifada había quedado reducida a una parte menor de la red de milicias sirias, con poca o ninguna capacidad de toma de decisiones independiente.

### Declive
En 1984, Abu Musa lideró a Fatah al-Intifada para unirse a la Alianza Nacional Palestina en Damasco en oposición a la OLP, pero no logró obtener una mayoría de apoyo palestino.
Se uniría al Frente de Salvación Nacional Palestina en 1985 y se opondría a los Acuerdos de Oslo en 1993. A finales de los años 1980, Fatah al-Intifada tuvo un breve acercamiento con el Fatah de Arafat, pero debido a su oposición a los Acuerdos de Oslo y a las malas relaciones en general entre la OLP y el gobierno sirio, Fatah al-Intifada no ha podido asegurar un papel en la actual política palestina. En cambio, sigue siendo una facción menor en los campos de refugiados palestinos de Siria y Líbano, donde pudo organizarse bajo el paraguas de la ocupación siria del Líbano hasta su fin en el 2005.
Siguió siendo una parte muy importante de los esfuerzos patrocinados por Siria para influir en la política palestina, respaldando regularmente las iniciativas sirias y siendo un miembro central de una coalición liderada por Siria de grupos palestinos con sede en Damasco. En la Guerra Civil Siria, Fatah al-Intifada luchó junto al gobierno contra la oposición siria, y participó en el asedio de Ghouta Oriental, la Ofensiva del sur de Damasco (abril-mayo de 2018) y otras batallas. Sin embargo, en 2018, comenzó a despedir a sus combatientes debido a la disminución de la intensidad de la guerra civil y la falta de fondos.

### La guerra entre Israel y Hamás y la caída de Assad
Se ha informado de que Fatah al-Intifada se encuentra entre las facciones que luchan en la Guerra de Gaza de 2023-2024. Después de la caída del régimen de Assad a fines de 2024, el gobierno de transición sirio exigió que todos los grupos armados palestinos en Siria se desarmen, disuelvan sus formaciones militares y, en cambio, se concentren en el trabajo político y caritativo.
Representantes del nuevo gobierno sirio también allanaron las oficinas de Fatah al-Intifada, as-Sa'iqa y el FPLP-GC, confiscando documentos, equipos y armas. Del 21 al 24 de diciembre, las Fuerzas Armadas Libanesas ocuparon pacíficamente algunas bases de Fatah al-Intifada en el Líbano, y los militantes locales se retiraron sin resistencia.
En febrero de 2025, Fatah al-Intifada se convirtió en blanco de luchas internas entre facciones: el comité central del partido destituyó de su puesto al secretario general Ziad al-Saghir (alias "Abu Hazim") debido a "violaciones organizativas", al tiempo que anunció la formación de un organismo de emergencia para gestionar el partido. Ziad al-Saghir respondió suspendiendo las operaciones del comité central y declaró la destitución de dos líderes del partido que habían acordado su propia destitución, a saber, Rumeidh Abu Hani (jefe de la sección libanesa de Fatah al-Intifada) y Yasser Al-Masri Abu Omar (jefe de la sección siria de Fatah al-Intifada).

## Ideología
Los objetivos del movimiento Fatah al-Intifada son la "liberación de Palestina mediante la lucha armada y la resistencia armada, y el establecimiento de un Estado palestino independiente con la noble Jerusalén como su capital". También tenía una dimensión política: la organización adoptó una postura más izquierdista que la generalmente apolítica Fatah, y utilizó una retórica socialista. Se sabe que Abu Musa defendió la idea de que la Guerra Civil Libanesa no era un conflicto sectario, sino una forma de guerra de clases.